# Senat von Alabama

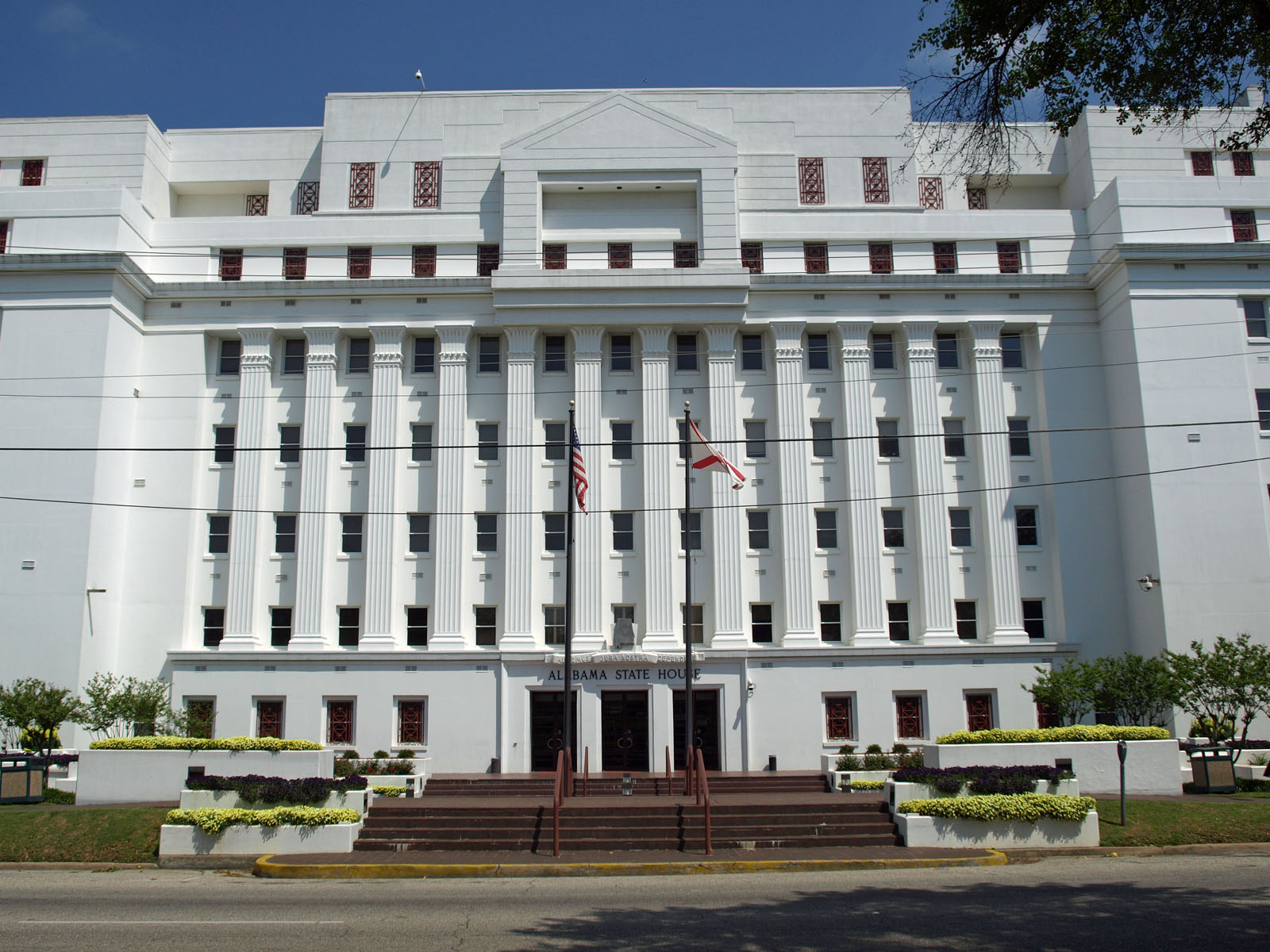
Das Alabama State House

Der Senat von Alabama  (Alabama State Senate) ist das Oberhaus der Alabama Legislature, der Legislative des US-Bundesstaates Alabama.
Die Parlamentskammer setzt sich aus 35 Abgeordneten zusammen, die jeweils einen Wahldistrikt repräsentieren. Jede dieser festgelegten Einheiten umfasst eine Zahl von durchschnittlich 127.140 Staatsbürgern. Die Senatoren werden jeweils für vierjährige Amtszeiten gewählt; eine Beschränkung der Amtszeiten existiert nicht.
Der Sitzungssaal des Senats befindet sich gemeinsam mit dem Repräsentantenhaus im Alabama State House in der Hauptstadt Montgomery.

## Aufgaben des Senats
Wie in den Oberhäusern anderer US-Staaten und Territorien sowie im US-Senat fallen dem Senat von Alabama im Vergleich zum Repräsentantenhaus spezielle Aufgaben zu, die über die Gesetzgebung hinausgehen. So obliegt es dem Senat, Nominierungen des Gouverneurs in dessen Kabinett, weitere Ämter der Exekutive sowie Kommissionen und Behörden zu bestätigen oder zurückzuweisen.

## Struktur der Kammer
Präsident des Senats ist der jeweils amtierende Vizegouverneur. An Abstimmungen nimmt er nur teil, um bei Pattsituationen eine Entscheidung herbeizuführen. In Abwesenheit des Vizegouverneurs steht der jeweilige Präsident pro tempore den Plenarsitzungen vor. Dieser wird von der Mehrheitsfraktion des Senats gewählt und später durch die Kammer bestätigt. Derzeitiger Vizegouverneur und Senatspräsident ist der Republikaner Will Ainsworth, Präsident pro tempore der Republikaner Del Marsh aus dem 12. Wahlbezirk (Calhoun und Talladega County).
Zum Mehrheitsführer (Majority leader) der Republikaner wurde Greg Reed, 5. Wahlbezirk (Fayette County, Jefferson, Tuscaloosa County, Walker County und Winston County), gewählt; Oppositionsführer (Minority leader) ist der Demokrat Bobby Singleton aus dem 24. Wahlbezirk.

## Zusammensetzung der Kammer
- Demokraten: 8
- Republikaner: 27

| Partei   | Partei                 | Abgeordnete |
| -------- | ---------------------- | ----------- |
|          | Republikanische Partei | 27          |
|          | Demokratische Partei   | 8           |
| Summe    | Summe                  | 35          |
| Mehrheit | Mehrheit               | 19          |